# Enviament creuat
L'enviament creuat o crossposting és l'acte consistent a enviar el mateix missatge a diferents fòrums, grups de notícies, grup de discussió, etc.
El seu propòsit és fer arribar el missatge al màxim nombre de persones en detriment de la segmentació del públic objectiu del mateix, enviant informació de temes que no solen estar relacionats amb els debatuts en aquests fòrums o grups.
L'enviament creuat es considera una falta de respecte i un menyspreu cap a una mínima "netiquette". L'enviament creuat excessiu multiplica el tràfic sense afegir nou contingut. En el cas extrem, si tots els missatges s'enviessin a tots els grups, tots aquests grups es veurien afectats exactament igual.
En el cas de les llistes de correu provoca que quan un receptor respon amb l'opció "respondre a tots" envia la resposta a totes les llistes de correu referenciades en el camp "Per a:" ("To:") del missatge, fet que provocarà l'enviament de respostes a diverses persones i diverses llistes. En ser enviades les respostes a llistes en les quals no s'està subscrit pot ocórrer que aquest missatge sigui rebutjat o acceptat per l'administrador de la llista amb posterioritat, provocant respostes creuades i que els lectors d'una llista llegeixin unes i altres respostes sense poder seguir la lògica de la discussió.